# Kéthely
Kéthely là một thị trấn thuộc hạt Somogy, Hungary. Thị trấn này có diện tích 49,06 km², dân số năm 2010 là 2363 người, mật độ 48 người/km².